# Крокетт (округ, Техас)
Округ Крокетт (англ. Crockett county) — округ штата Техас Соединённых Штатов Америки. На 2000 год в нём проживало 4099 человек. По оценке бюро переписи населения США в 2008 году население округа составляло 3802 человек. Окружным центром является город Озона.

## История
Округ Крокетт был сформирован в 1875 году из участка округа Бэр. Он был назван в честь Дэвида Крокетта, погибшего в битве при Аламо.

## География
По данным бюро переписи населения США площадь округа Крокетт составляет 7271 км², из которых 7271 км² — суша, а 0 км² — водная поверхность (0,01 %).

### Соседние округа
- Аптон (север)
- Рейган (север)
- Ирион (север-восток)
- Шлайкер (восток)
- Саттон (восток)
- Вал-Верде (юг)
- Террелл (юг)
- Пекос (запад)
- Крейн (северо-запад)